# Real Federação Espanhola de Tênis
A Real Federação Espanhola de Tênis (em espanhol: "Real Federación Española de Tenis" (RFET))  é uma organização nacional da Espanha para o tênis, foi fundada em 1909.